# Pomacanthus paru
Poisson-ange français
Espèce
Statut de conservation UICN

 LC  : Préoccupation mineure
Le Poisson-ange français (Pomacanthus paru) est un poisson tropical de la famille des Pomacanthidae.

## Répartition et habitat
On trouve le poisson ange français principalement dans les mers chaudes des Caraïbes, de Floride, du golfe du Mexique jusqu'au Brésil.
Il nage dans les récifs qui lui assurent une bonne protection et peut ainsi se réfugier dans les anfractuosités des roches. Il vit entre 5 et 6 mètres de profondeur et peut être facilement observé car il est peu farouche. Il se déplace souvent accompagné d'un ou deux congénères.

## Description
Comme beaucoup de poissons, le poisson ange français connaît plusieurs stades de développement au cours desquelles sa morphologie et ses couleurs changent. Ainsi peut on distinguer :
1. Le stade juvénile : le jeune poisson se caractérise par un corps noir traversé verticalement par 6 grandes rayures jaunes qui partent de la tête jusqu'à l'extrémité de la queue. Ses nageoires ventrales et anales sont tachées de bleues à leur extrémité. Sa taille se situe alors entre 2,5 et 7,5 cm.
2. Le stade intermédiaire : le poisson ressemble beaucoup à l'adulte. Son corps est alors gris/bleu fonce avec des milliers de petites écailles jaunes parsemées sur son flanc. Son œil et sa bouche sont encerclés de jaune. Deux rayures jaunes verticales sur la tête et sur le corps sont visibles. Ses nageoires dorsales, ventrales et anales se terminent en forme de pointe verticale.
3. Stade adulte : Le poisson mesure entre 25 et 45 cm maximum. Il est gris bleuté très foncé, une tache jaune est visible autour des yeux, sur sa nageoire pectorale. Des écailles jaunes se trouvent en grand nombre sur ses flancs. Sa bouche est blanche.

## Divers
Au stade juvénile, ce poisson ressemble beaucoup à certains poissons demoiselle, et notamment au poisson ange gris juvénile. On peut les différencier par l'observation de la queue : en effet La queue du Paru se termine par une fine rayure jaune à l'extrémité tandis que celle du Arcuatus se termine par une bande noire et transparente.
Le poisson ange français débarrasse les gros poissons de leurs parasites.

## Source
(en) Reef Fish identification, Florida, Caribbean, Bahamas de Paul Humann et Ned Deloach